# Imperial-regia società privilegiata delle strade ferrate lombardo-venete e dell'Italia Centrale
La Imperial-regia società privilegiata delle strade ferrate lombardo-venete e dell'Italia Centrale (in tedesco Lombardisch-Venetianische und Central-Italienische Eisenbahn, abbreviata in LVCI) era una società ferroviaria privata che dal 1856 al 1859 ebbe la concessione per la costruzione e l'esercizio della rete ferroviaria del Regno Lombardo-Veneto e dell'Italia Centrale.

## Storia
La società nacque come conseguenza della convenzione firmata a Vienna il 14 marzo 1856 "concernente l'assunzione, la costruzione e l'esercizio delle ferrovie nel Regno Lombardo-Veneto" e del trattato internazionale del 17 marzo successivo che le trasferiva la concessione già data nel 1851 alla Società per la Strada Ferrata dell'Italia Centrale. L'articolo 43 della convenzione di Vienna concedeva ai "signori firmatari" di costituire una società anonima, con residenza a Vienna, e di emettere, dopo l'approvazione degli statuti della società, azioni individuali o al portatore il cui valore nominale non fosse minore di 600 lire austriache. La società così costituita subentrava quindi in tutti i diritti ed obblighi dei "signori concessionari".
La convenzione aveva "lo scopo di compiere, nell'interesse del Commercio, al più presto possibile la rete delle Strade ferrate del Regno Lombardo-Veneto e di semplificare possibilmente l'esercizio e l'amministrazione delle strade di ferro, appartenenti all'Imperial Regio Erario e formanti parte della rete medesima". Si trattava in sostanza della vendita della rete già costruita lombardo-veneta e delle concessioni accordate. Veniva poi aggiunta la concessione per la strada ferrata dell'Italia centrale e le sue diramazioni.
La convenzione vedeva come attori da una parte gli imperial-regi ministri delle finanze e del commercio e dall'altra: in Vienna il presidente della Società austriaca di credito per il Commercio e l'Industria, principe Giovanni Adolfo di Schwarzenberg, i vice-presidenti, conte Francesco Zichy e barone A. S. di Rothschild, la casa bancaria Rothschild; in Italia, il duca di Galliera Raffaele De Ferrari in Bologna; il duca Lodovico Melzi in Milano; il conte Giuseppe Archinto in Milano, rappresentato dai signori Mondolfo e Broth; Pietro Bastogi in Livorno; in Francia i fratelli Rothschild di Parigi, rappresentati dalla casa bancaria Rothschild di Vienna; E. Blount e Compagni, Paulin Talabot in Parigi; in Inghilterra Rothschild e figli di Londra, rappresentati dalla casa bancaria Rothschild di Vienna; Samuele Laing e Matteo Uzielli di Londra da questi rappresentato.
Il governo austriaco cedette la rete ferroviaria del Regno Lombardo-Veneto (Lombardisch-Venetianische Staatsbahn), eccetto la ferrovia da Verona verso il Tirolo meridionale, al consorzio di banche (spesso indicato come società delle strade ferrate lombardo-venete) per una somma globale di 100 milioni di lire austriache in cambio della concessione rilasciata per 90 anni a partire dal 1º gennaio 1856.
Società anonima delle strade ferrate lombardo-venete e dell'Italia centrale era il nome in italiano con cui venne indicata la Imperial-regia società (concessionaria della rete ferroviaria del Regno Lombardo-Veneto e dell'Italia Centrale) nella sua iscrizione alla Borsa Valori di Milano dal 1º luglio del 1858; l'iscrizione fu anche la prima di una società per azioni alla detta Borsa che, fino allora, aveva trattato solo titoli obbligazionari di stato. La società era comunque già quotata alla Borsa di Vienna sin dalla costituzione, alla fine del 1856
La società venne coinvolta nei suoi interessi dalla seconda guerra di indipendenza del 1859 in seguito alla quale il territorio venne diviso spostando la frontiera del Lombardo-Veneto al Mincio e la parte di rete compresa nel Veneto venne incorporata nella rete della Südbahn ma si adoperò perché venisse reiterata la concessione relativa alla parte "italiana". La società era in possesso delle convenzioni sottoscritte col Governo austriaco, in data 14 marzo 1856, 8 aprile 1857 e 23 settembre 1858 e coi Governi austriaco, parmense, modenese, toscano e pontificio in data 17 marzo 1856. Queste vennero riconfermate con le dovute variazioni nella convenzione firmata con i rappresentanti del governo del Regno d'Italia il 25 giugno 1860 (la convenzione confermava in buona parte le precedenti ma con alcune variazioni tra cui la revoca della costruzione della tratta sino a Borgoforte).
L'8 luglio del 1860 il parlamento del Regno d'Italia approvava la Convenzione del 25 giugno con cui venivano riconosciute e confermate con le modificazioni specificate nella stessa convenzione e nell'annesso capitolato le concessioni di ferrovie sul territorio accordate alla Società quali risultavano dalle precedenti convenzioni col Governo austriaco, in data 14 marzo 1856, 8 aprile 1857 e 23 settembre 1858 e dalla convenzione del 17 marzo 1856 coi Governi austriaco, parmense, modenese, toscano e pontificio.
In seguito ai cambiamenti nacque successivamente la Società anonima delle strade ferrate della Lombardia e dell'Italia Centrale.